# آده عزیز
آده عزیز (انگلیسی: Ade Azeez؛ زادهٔ ۸ ژانویهٔ ۱۹۹۴) بازیکن فوتبال اهل بریتانیا است.
از باشگاه‌هایی که در آن بازی کرده‌است می‌توان به باشگاه فوتبال چارلتون اتلتیک، باشگاه فوتبال تورکی یونایتد، باشگاه فوتبال ای‌اف‌سی ویمبلدون، باشگاه فوتبال داگنم و ردبریج، باشگاه فوتبال وایکام واندررز، و باشگاه فوتبال لیتون اورینت اشاره کرد.
وی همچنین در تیم ملی فوتبال زیر ۱۹ سال انگلستان بازی کرده‌است.